# 临潼站
临潼站是一个陇海线上的铁路车站，位于陕西省西安市临潼区骊山街道，建于1934年，目前为四等站，邮政编码为710600。2007年4月18日，随着铁路第六次大提速，本站停办客运，仅保留铁路职工通勤业务；2017年9月，临潼车站从三等站降为四等站，2020年4月由西安车务段划归新丰镇车站管辖。2021年9月22日，本站恢复客运业务，为此车站重建车站站房。货运办理整车、零担货物发到；不办理整车爆炸品及一级氧化剂发到；不办理罐装危险货物到达。

## 车站结构
车站目前站房于2021年投用，高度10.5米，总建筑面积近500平方米。外立面为秦风建筑：屋顶采用双重挑檐、柱廊斗拱及窗花装饰，幕墙采用浅灰色的石材幕墙和玻璃幕墙相结合。内设进站厅、候车厅、票据室、贵宾室、综合服务台、客运综控和公安值班室等设施。
临潼站老站房建于1934年，2012年被临潼区人民政府确定为不可移动文物。

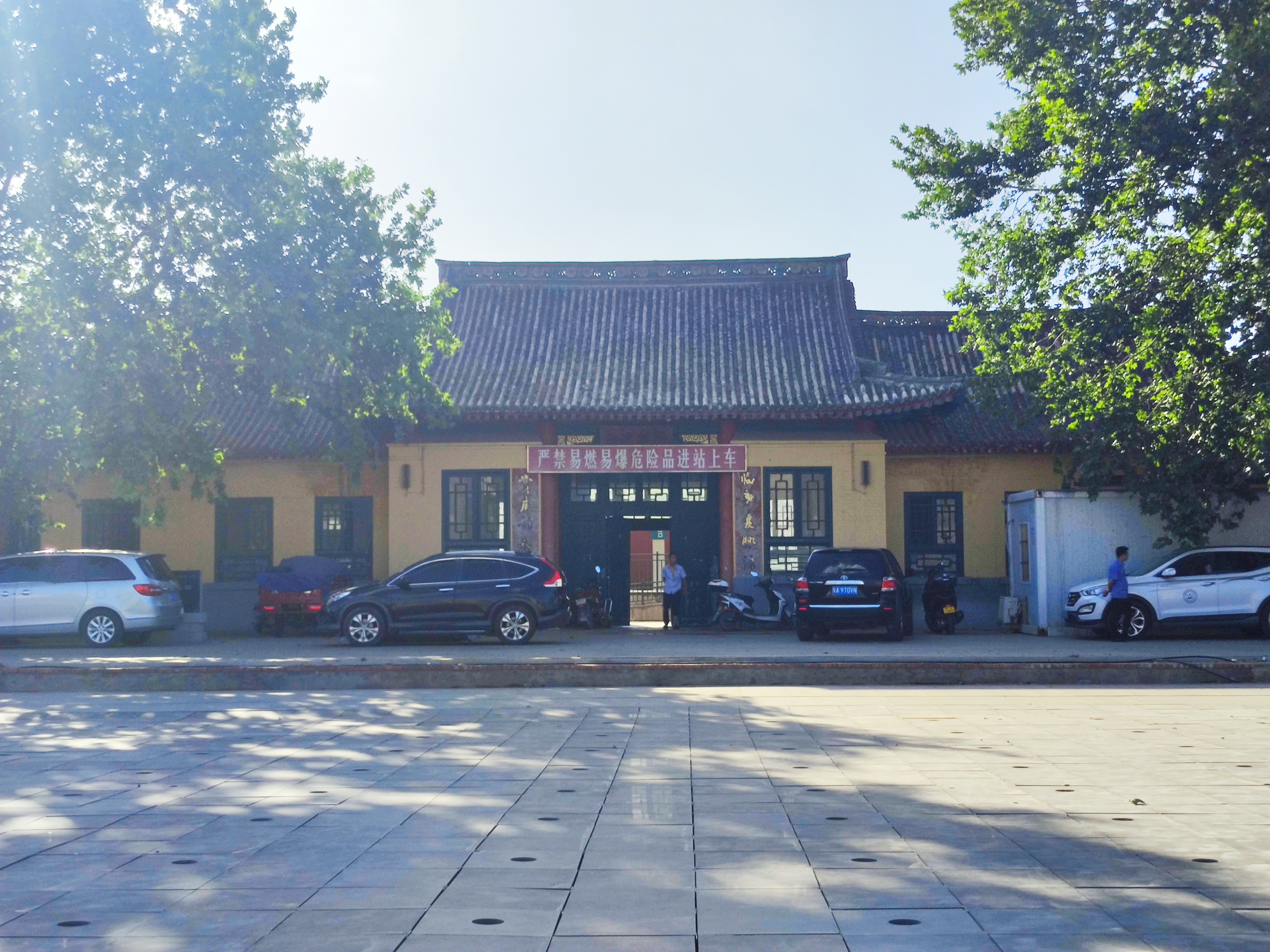
临潼站老站房
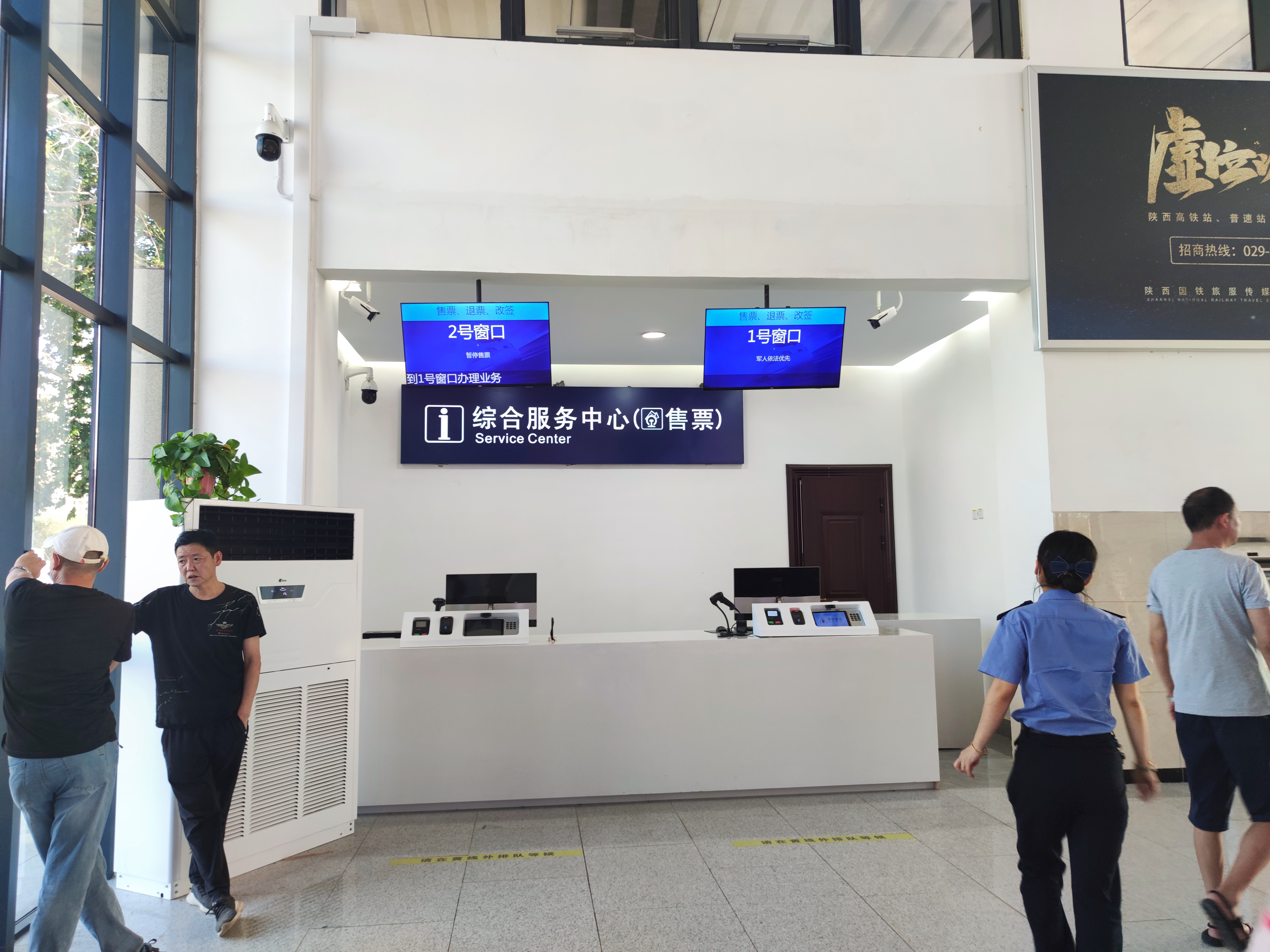
站房售票处
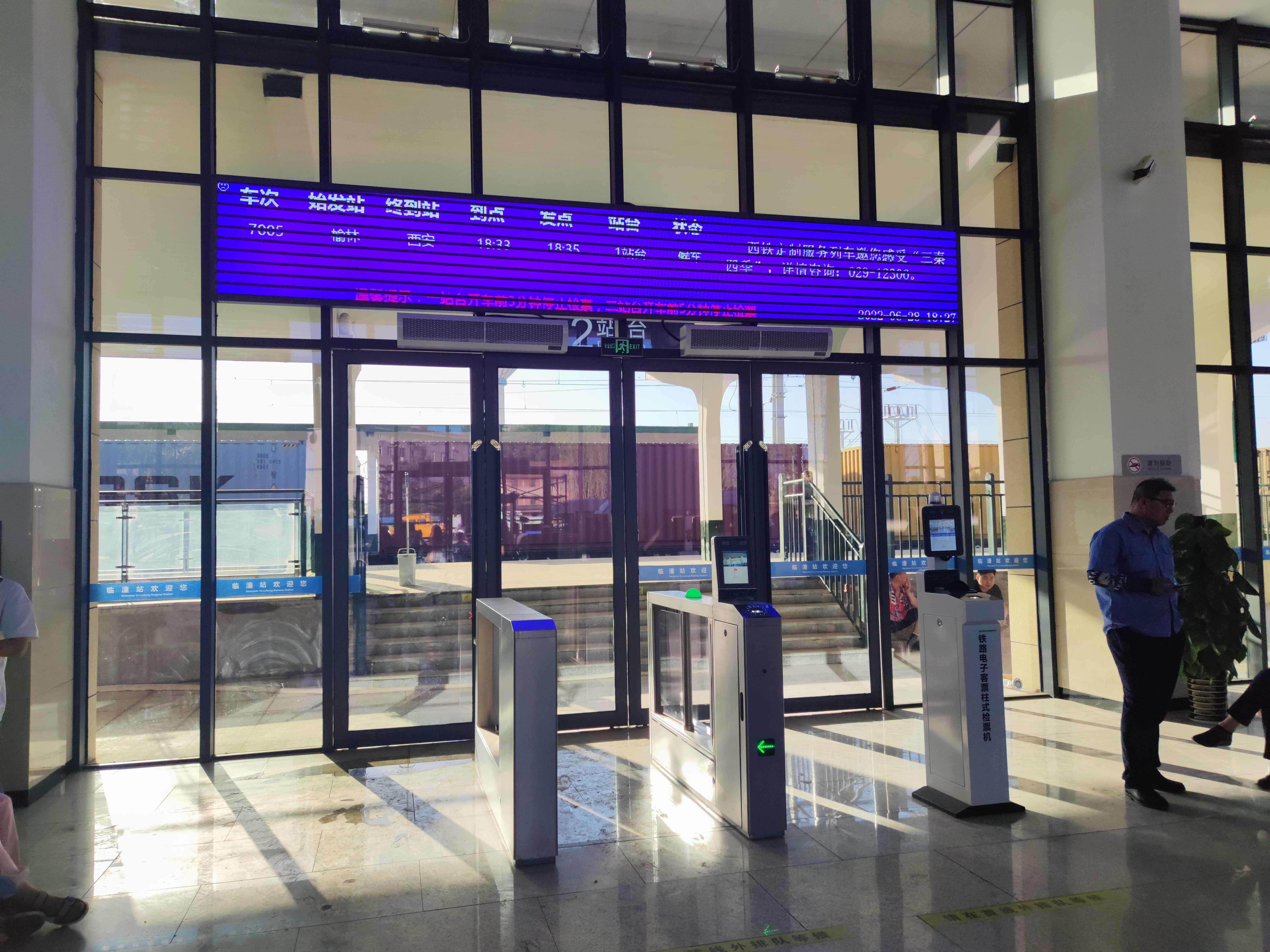
候车厅检票口
车站1站台
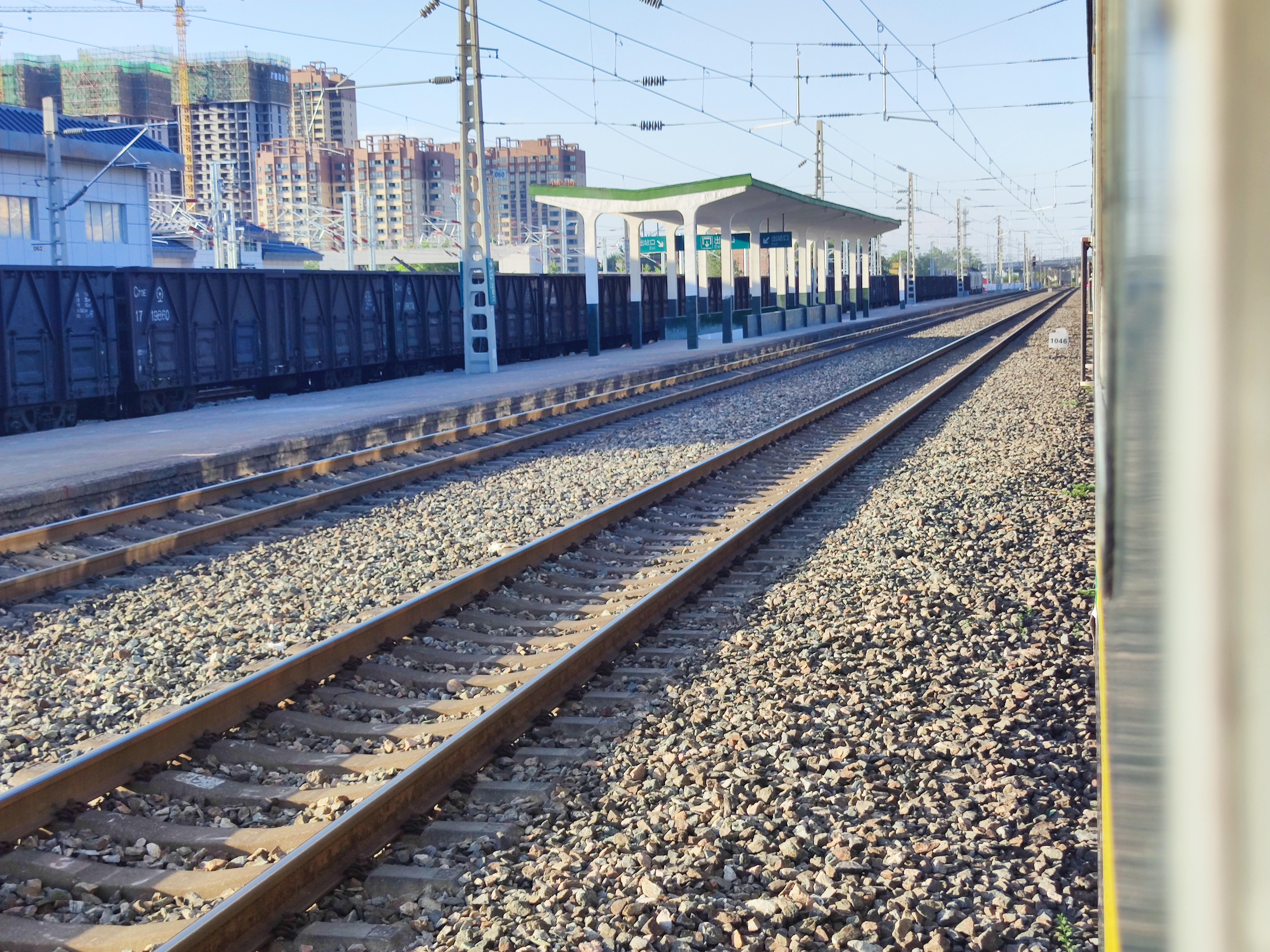
车站2站台